# Fraimbault de Lassay
Fraimbault de Lassay, noto anche come Fraimbaud, Fraimbourg, Frambaud, Frambourg, Frambour, in latino Frambaldus, detto anche l'Auvergnat (Alvernia, 500 circa – Saint-Fraimbault, 15 agosto 570), è stato un religioso franco, eremita, evangelizzatore, fondatore di monasteri nella provincia di Maine.
Considerato santo dalla Chiesa cattolica e ricordato il 16 agosto.

## Biografia
Fraimbault nacque in una famiglia senatoriale. Suo padre esercitava il potere giudiziario, fiscale e militare a nome di re Clodoveo I.
All'età di quindici anni il padre lo inviò alla corte di Childeberto I, figlio maggiore di Clodoveo, dove tuttavia Fraimbault si impegna subito nella via della rinuncia. 
Intorno al 517 inizia una vita di contemplazione, meditazione ed eremitaggio. Si rifugia in una grotta di Ivriac sulle rive della Senna. Suo padre cercò di dissuaderlo dallo scegliere questa vita ma, secondo la tradizione, gli si manifestò un segnale: le acque cominciarono a gonfiarsi fino al punto di trasformare in un lago la grotta in cui si era rifugiato.
Nel 518 entrò nell'Abbazia di Saint-Mesmin Micy, fondata da Clodoveo nelle vicinanze di Orléans dove studiò per anni per dedicarsi all'evangelizzazione. Divenne sacerdote e su invito di san Innocent di Mans, vescovo di Le Mans, si recò nella provincia di Maine. Nel 532 intraprese la strada romana in compagnia di Constantien Javron, fermandosi a Saint-Georges-de-la-Couée dove costruirono le celle rudimentali che furono alla base di un monastero per i discepoli futuri, a norma della regola scritta da Fraimbault. La sua permanenza nell'Alto Maine fu di breve durata, poiché il vescovo di Le Mans gli chiese di andare a Passais.
Così i due amici si separarono. Constantien si fermò a Javron, dove fondò un monastero, e dove rimase fino alla fine dei suoi giorni. Fraimbault si ritirò in una grotta sulla riva sinistra del fiume Mayenne, molto vicino al villaggio attuale di Saint-Fraimbault-de-Prières. I fedeli, conquistati dalle sue virtù, si recarono da lui, dietro invito del vescovo, con la richiesta di evangelizzare il paese. Egli fondò poi un nuovo monastero a Lassay. Il suo zelo instancabile lo fece considerare un apostolo in tutto il paese. Secondo la sua agiografia, insegnò alle persone a bonificare e lavorare la terra.
Fraimbault trascorse il resto della sua vita a visitare i suoi antichi monasteri ed i suoi amici di Micy:  san Constantinien, san Bômier, san Avée e san Siviard. Continuò la sua opera di evangelizzazione e proprio durante uno di questi viaggi morì a Saint-Fraimbault nel dipartimento di Orne nel 570.
Venne inumato nel suo monastero di Lassay. Molti miracoli si verificarono presso la sua tomba e la folla di pellegrini non cessò di accorrere.

## Culto
San Fraimbault viene festeggiato il lunedì di Pentecoste. Le sue reliquie vengono portate in processione dalla chiesa di Saint-Fraimbault a quella di Lassay dove viene officiata una messa solenne cantata. Egli è il protettore dei beni della terra. La sua pietra tombale è ritenuta quella inserita in un angolo della facciata nord della chiesa di Saint-Fraimbault di Lassay.

## Lancillotto del Lago
Il personaggio di san Fraimbault viene associato, da alcuni autori moderni, a quello della Leggenda di re Artù Lancillotto. Secondo René Bansard, la regina Adelaide d'Aquitania, moglie di Ugo Capeto consacrò una chiesa (la Collegiata di Saint-Frambourg di Senlis) a questo santo nel 990, per via del fatto che egli contribuiva alla prosperità della famiglia reale e alla tranquillità del regno. Il corpo del santo venne posto in una cassa d'argento, tranne la testa che rimase a Lassay. Più tardi,  Luigi VII gli dedicò una chiesa più imponente in segno di riconoscenza.